# Omulno
Omulno – część wsi Lubno w Polsce, położona w województwie zachodniopomorskim, w powiecie wałeckim, w gminie Wałcz.
W latach 1975–1998 Omulno administracyjnie należało do województwa pilskiego. 
W okolicach Omulna wypływa struga Kłębowianka, dopływ Dobrzycy.